# Vänern Lacus
Vänern Lacus est un lac de Titan, satellite naturel de Saturne.

## Caractéristiques
Son diamètre est de 43,9 km.
Le nom de ce lac a été donné en référence au lac Vänern, un lac de Suède.